# Luigi Natoli (arcivescovo)
Luigi Natoli (Patti, 15 giugno 1799 – Messina, 25 febbraio 1875) è stato un arcivescovo cattolico italiano.

## Biografia
Figlio di Girolamo Natoli e della nobil Donna Nicoletta Piccolo, fu ordinato sacerdote agli inizi del 1822, e poi fu parroco, docente, rettore e prefetto degli studi nel seminario diocesano, vicario generale e vicario capitolare.
Gli studi umanistici, teologici e giuridici, orientarono la sua attività al vicino seminario, dove ben presto si fece valere non solo come docente, ma anche come responsabile degli studi.
Ricoprì la carica di vicario generale, e resse la diocesi di Patti per alcuni mesi, tra il 1843 e il 1844, come vicario capitolare, ma la sua attività prevalente, anche sotto il vescovo Orsino (1844-1860), fu sempre quella di docente e responsabile degli studi in seminario nel rispetto del mandato di educatore della prole; ad essa s'accompagnava quella di poeta d'occasione e, soprattutto, di oratore.
Proprio in questo periodo potrebbe porsi il floruit della sua attività e della sua produzione; una volta nominato vescovo, forse, l'attività pastorale ridusse questi impegni culturali a vantaggio di quelli specifici di ministero.
Progettava e sperava appunto di dedicarsi alla direzione degli studi, all'insegnamento, all'oratoria e alla cura delle anime nell'amata Patti  quando, su proposta di Ferdinando II delle Due Sicilie, fu eletto da papa Pio IX vescovo di Caltagirone il 15 febbraio 1858, e consacrato a Roma, dal cardinale Girolamo d'Andrea nella chiesa di San Gregorio al Celio, il 22 marzo del 1858; prese possesso della diocesi nell'aprile successivo, facendosi precedere da un'epistola in latino, inviata alla sua chiesa da Roma il giorno stesso della consacrazione.
Dal 1861 per la morte di mons. Francesco di Paola Villadecani l'arcidiocesi di Messina fu sede vacante, anche per i tentativi del governo liberale di intervenire nella nomina dei vescovi, che era soggetta all'exequatur e alla pretesa di subentrare nel regio patronato ai precedenti monarchi, ossia di godere del diritto di presentazione dei vescovi. Nel 1865 il governo propose in colloqui informali di promuovere alla sede di Messina Luigi Natoli, vescovo di Caltagirone: nelle turbolenze seguite all'unità d'Italia, che avevano coinvolto e lacerato l'alto e il basso clero, la posizione del Natoli, comune ad alcuni altri vescovi siciliani, appariva svincolata rispetto alla monarchia borbonica e dichiaratamente fedele al Papa. La designazione piacque alla Santa Sede, ma la promozione arcivescovile fu ritardata fino al 22 febbraio 1867, perché inserita in complesse trattative per le nomine delle altre sette diocesi siciliane che erano rimaste vacanti.
Nel 1870, al Concilio Vaticano I, in diversi suoi interventi, sostenne fortemente la definizione del Dogma dell'infallibilità del papa.
Morì nel 1875. Riposa nel duomo di Messina.

## Genealogia episcopale e successione apostolica
La genealogia episcopale è:
- Cardinale Scipione Rebiba
- Cardinale Giulio Antonio Santori
- Cardinale Girolamo Bernerio, O.P.
- Arcivescovo Galeazzo Sanvitale
- Cardinale Ludovico Ludovisi
- Cardinale Luigi Caetani
- Cardinale Ulderico Carpegna
- Cardinale Paluzzo Paluzzi Altieri degli Albertoni
- Papa Benedetto XIII
- Papa Benedetto XIV
- Papa Clemente XIII
- Cardinale Marcantonio Colonna
- Cardinale Giacinto Sigismondo Gerdil, B.
- Cardinale Giulio Maria della Somaglia
- Cardinale Luigi Lambruschini, B.
- Cardinale Girolamo d'Andrea
- Arcivescovo Luigi Natoli

La successione apostolica è:
- Vescovo Saverio Gerbino (1872)